# Chispero

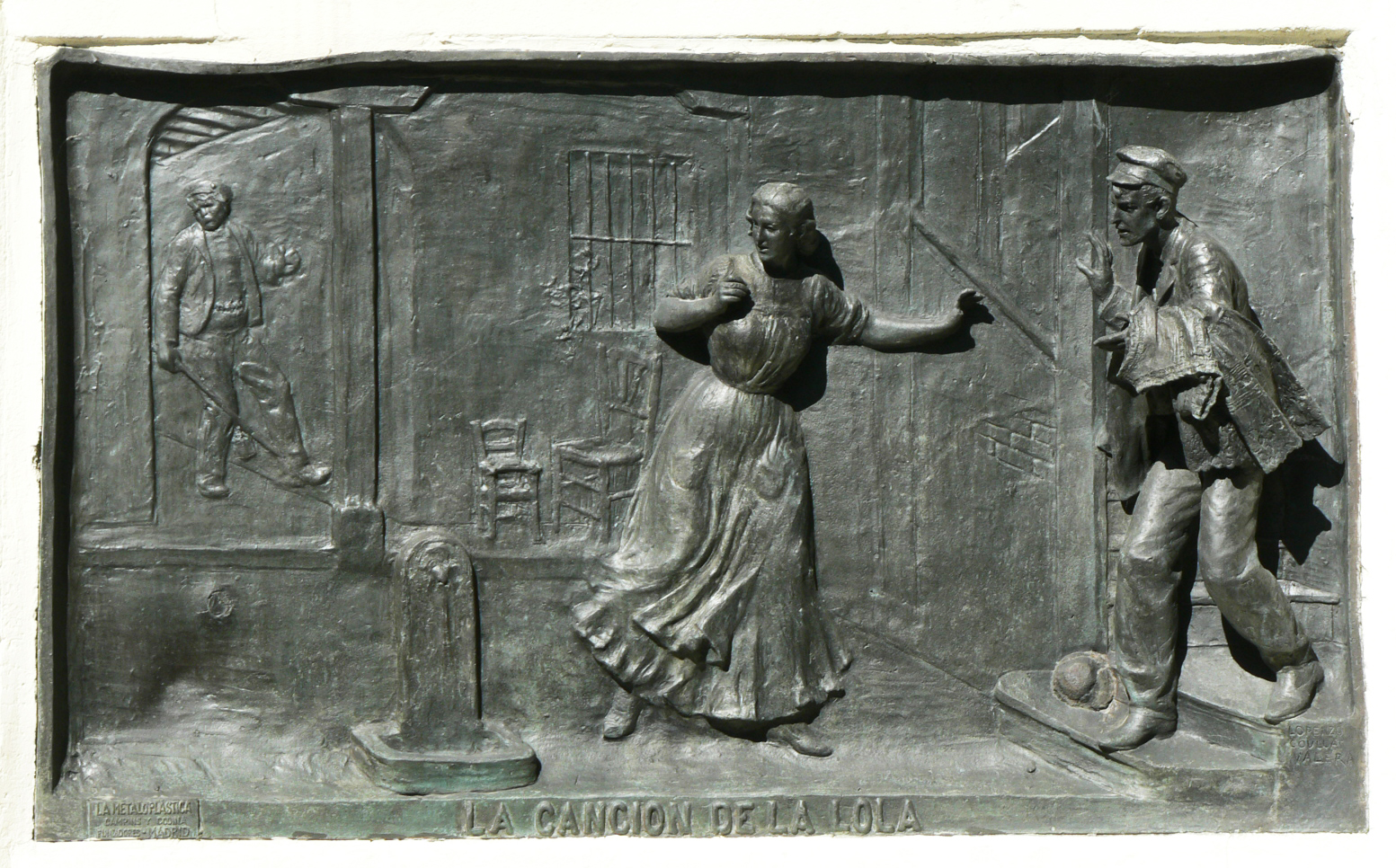
Relieve en bronce del monumento a los chisperos y saineteros de la calle Luchana, obra de Lorenzo Coullaut Valera. Representa una escena del sainete La canción de la Lola (1880), chulapa, chispera y manola de Lavapiés, inmortalizada por la pluma de Ricardo de la Vega y con música de Federico Chueca y Joaquín Valverde.

Chispero, en la jerga madrileña popular, se refería a un determinado tipo castizo de los barrios periféricos y más en concreto del Barrio de Maravillas. Dependiendo del contexto, puede ser sinónimo de herrero, chulapo, ladrón, guapo, valiente. A lo largo del siglo XIX y parte del siglo XX, el amplio grupo social de los majos goyescos, se ha perfilado un poco según capricho de la tradición popular y de escritores y cronistas, en tres grupos tan pronto diferenciados como mezclados: los manolos, los "chulapos" y los chisperos. Galdós los define como un conjunto en este pasaje del tercer libro de los Episodios Nacionales, donde se relata el recibimiento del pueblo madrileño al rey Fernando VII, primero «Deseado» y luego «rey Felón».

El abigarrado gentío que poblaba las calles se componía de todas las clases de la sociedad, abundando principalmente la manolería y chispería, hombres y mujeres, viejos y muchachos. Los ancianos inválidos y gotosos habían dejado el lecho, y sostenidos por sus nietos abríanse paso. Las viejas santurronas que durante tantos años olvidaran todo camino que no fuera el de sus casas a la cercana iglesia, acudían también llevadas de la devoción al nuevo Rey, y felicitándose unas a otras aturdían a los demás con el cotorreo de sus bocas sin dientes. Los niños no habían asistido a la escuela, ni los jornaleros al trabajo, ni los frailes al coro, ni los empleados a la covachuela, ni los mendigos a las puertas de las iglesias, ni las cigarreras a la fábrica, ni los profesores de las Vistillas dieron clase, ni hubo tertulia en las boticas, ni meriendas en la pradera del Corregidor, ni jaleo en el Rastro, ni colisión de carreteros en la calle de Toledo...
Benito Pérez Galdós

## Origen
Parece aceptado por la mayoría de los cronistas y estudiosos del casticismo madrileño que el título o apodo de «chisperos» se les daba a cierto sector del gremio de los herreros y artesanos de la forja, dándose la circunstancia de que muchos de ellos vivían o tenían sus fraguas  en los arrabales de lo que luego se llamaría barrio de Maravillas, en Madrid.
Isabel Gea, en su Diccionario Enciclopédico de Madrid, especifica que fue en el siglo XVII cuando se ordenó a herreros y forjadores salir del centro de la ciudad, por el peligro de incendios que conllevaba su oficio, e instalar sus ferrerías en los aledaños de la calle del Barquillo, que luego se convirtió en «barrio de la chispería», dando identidad a un tipo madrileño. Por su parte, Montoliú Camps sitúa a los «chisperos» en la zona norte del Madrid entre el siglo XVIII y la segunda mitad del siglo XIX, diferenciándolos de los «manolos», habitantes de los barrios bajos de la zona sur.

## Las chisperas
Así llamadas, en su origen, las hermanas de los chisperos, fueron desarrollando —como las "chulapas" y las "manolas"— su propia iconografía y personalidad. Así las hace cantar Vicente Cobos en su melodrama en un acto Los chisperos de Madrid:

"Con mi chispero
contenta y satisfecha
vivir yo quiero.
De Madrid son chisperas las Maravillas,

del Lavapiés las majas, nobles y vivas".

### El chispero Malasaña

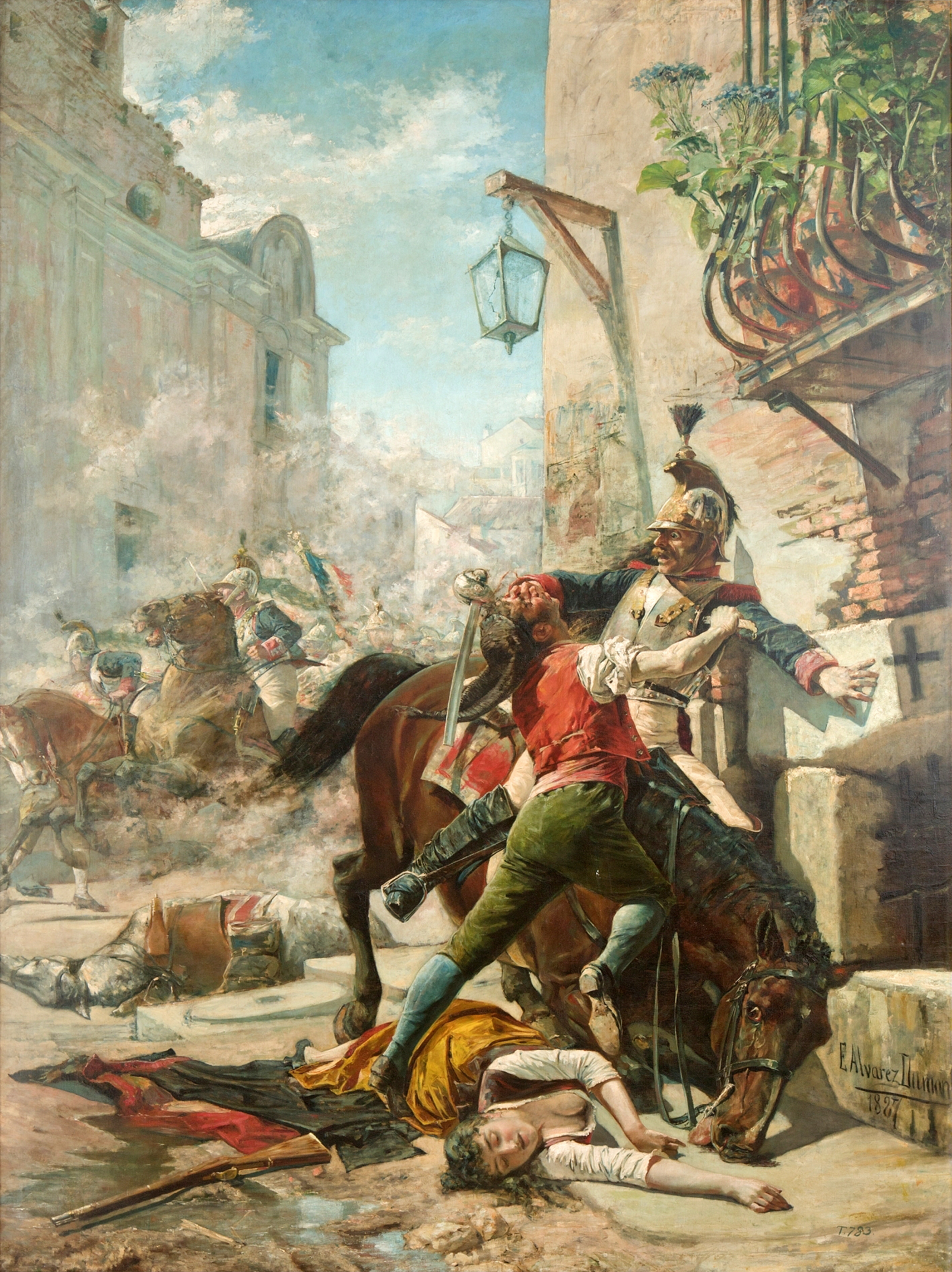
Malasaña y su hija batiéndose contra los franceses, por Eugenio Álvarez Dumont.

Mencionado como ejemplo por la Academia, más fruto de leyenda popular que de la historia, se inscribe la personalidad y figura del «chispero» Jean Malesange, alias Malasaña —apodado así, y de profesión panadero—, héroe con su mujer y su hija, Manuela Malasaña, del 2 de mayo. Pedro de Répide, recoge la fábula y la completa, descubriendo que nunca existió ese bravo chispero que en el cuadro de Álvarez Dumont acuchilla al dragón de la caballería invasora, mientras su hija, que le servía los cartuchos, muere a sus pies. Aunque sí existió una Manuela Malasaña y Oñoro, huérfana de padre, bordadora y vecina chispera del número 18 de la calle de San Andrés, y mártir del levantamiento del día dos de mayo por ser portadora de unas tijeritas de costura cuando los soldados del General Murat la detienen y registran.